# Arco de Marco Aurélio (Roma)
O Arco de Marco Aurélio (em latim: Arcus Marci Antonini) foi um arco triunfal romano localizado em Roma, provavelmente na região do Campo de Marte, perto da moderna Piazza Colonna e da Coluna de Marco Aurélio.

## História
O Arco de Marco Aurélio, dedicado pelo Senado Romano ao imperador Marco Aurélio é conhecido através de fontes literárias e uma inscrição. Foi inaugurado durante a primeira fase da Guerra Marcomana (entre 173 e 176) e terminou com a realização do triunfo do imperador e de seu filho Cômodo sobre os marcomanos e sármatas em dezembro de 176.

## Topografia
A existência de um arco dedicado ao imperador Marco Aurélio é inferida com base num ciclo de doze relevos que teriam sido utilizados para decorá-lo, oito reutilizados no Arco de Constantino, três conservados no Palazzo dei Conservatori (Museus Capitolinos) e um último destruído e do qual resta apenas um fragmento preservado atualmente em Copenhague. O relevo, esculpidos em duas tranches, em 173 e 176, eram atribuídos anteriormente a um "arcus aureus" ou "arcus Panis Aurei in Capitolio" citado em fontes medievais e que estaria localizado no sopé do Capitólio, no cruzamento da Via Lata com o Clivo Argentário não muito distante da igreja de Santi Luca e Martina, o local onde os três relevos dos Museus Capitolinos haviam sido reutilizados. Um outro local onde este arco pode ter estado é perto da Coluna de Marco Aurélio, servindo como entrada monumental ao pórtico que circundava o monumento e o Templo de Marco Aurélio e Faustina no Campo de Marte.

## Painéis em relevo
Os relevos que teriam sido parte do Arco de Marco Aurélio contam as vitórias militares de Marco Aurélio durante a Guerra Marcomana. O imperador aparece em todos eles sempre em companhia de um personagem que é identificado como sendo seu genro e, por um tempo, seu sucessor in pectore, Tibério Cláudio Pompeiano. A presença fixa dos dois permite supor uma origem comum para os relevos.

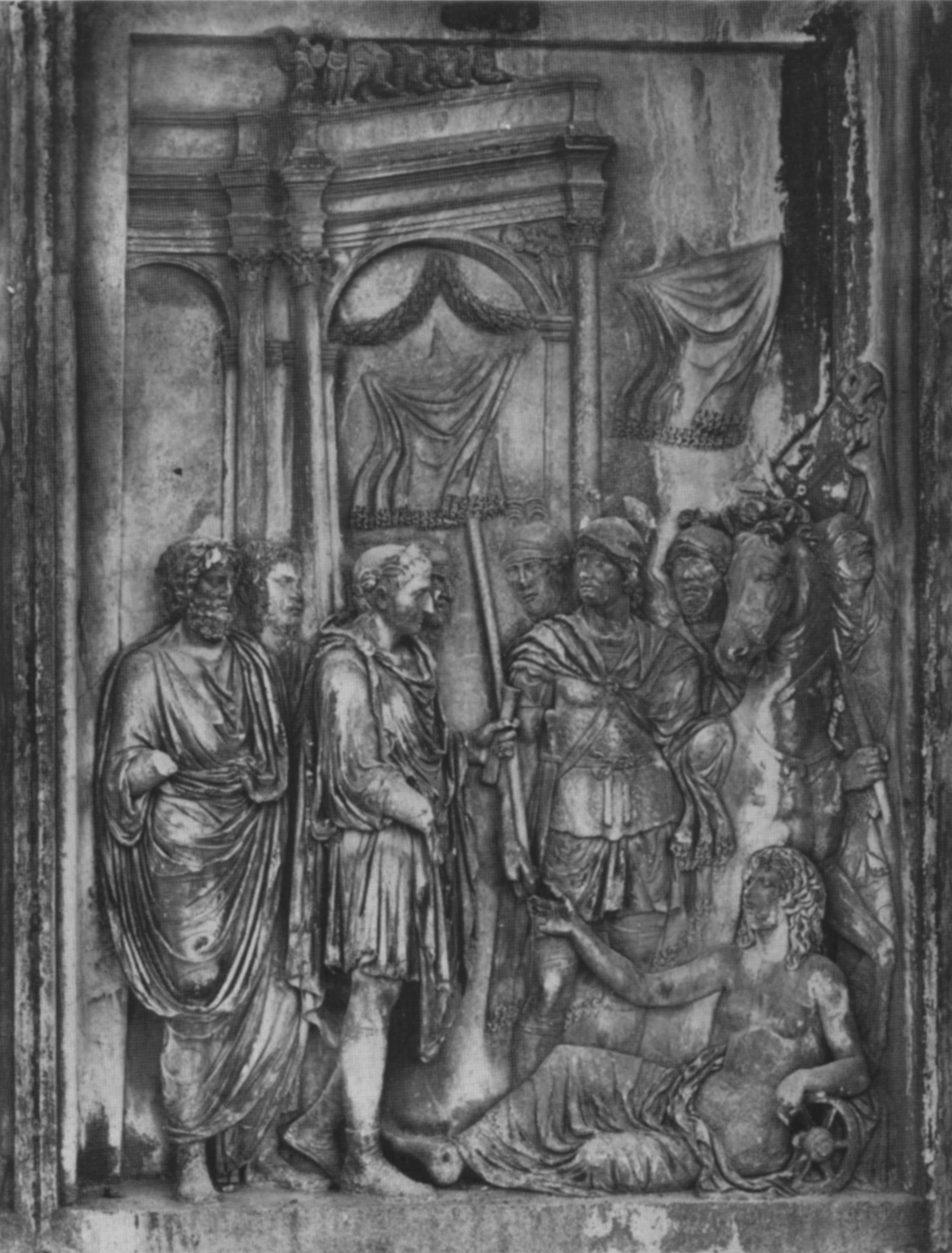
Partida (Arco de Constantino)
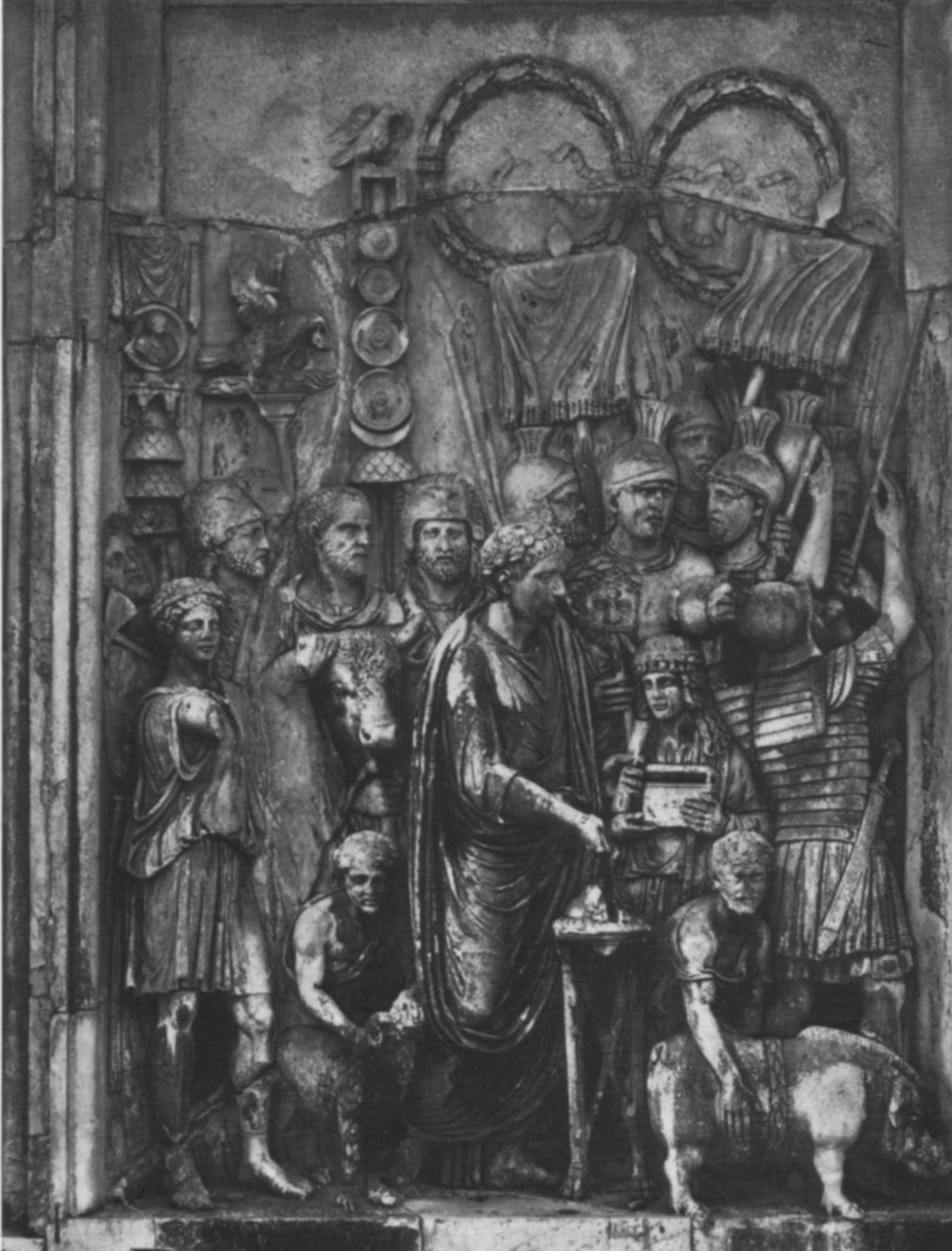
Lustração (Arco de Constantino)
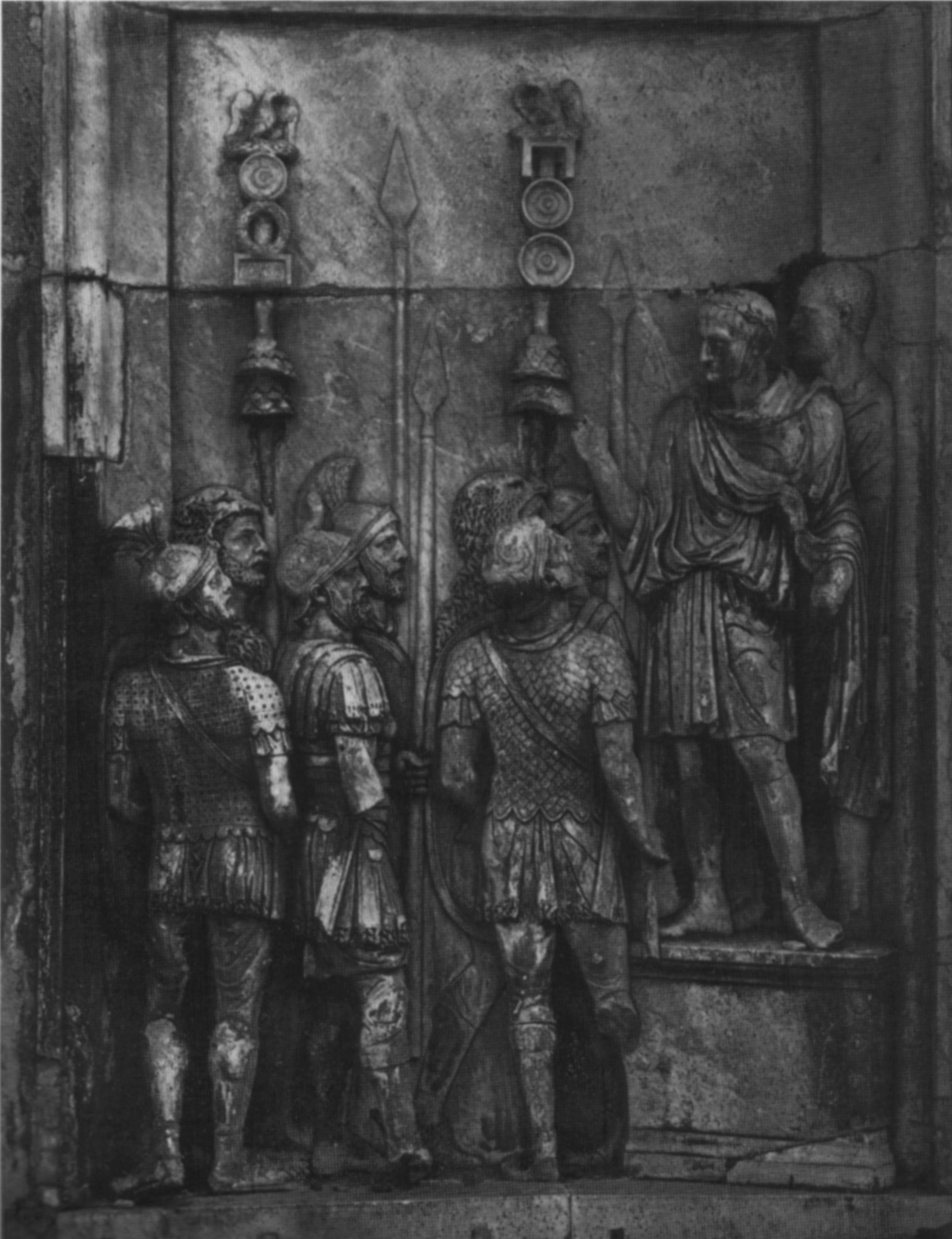
Alocução (Arco de Constantino)
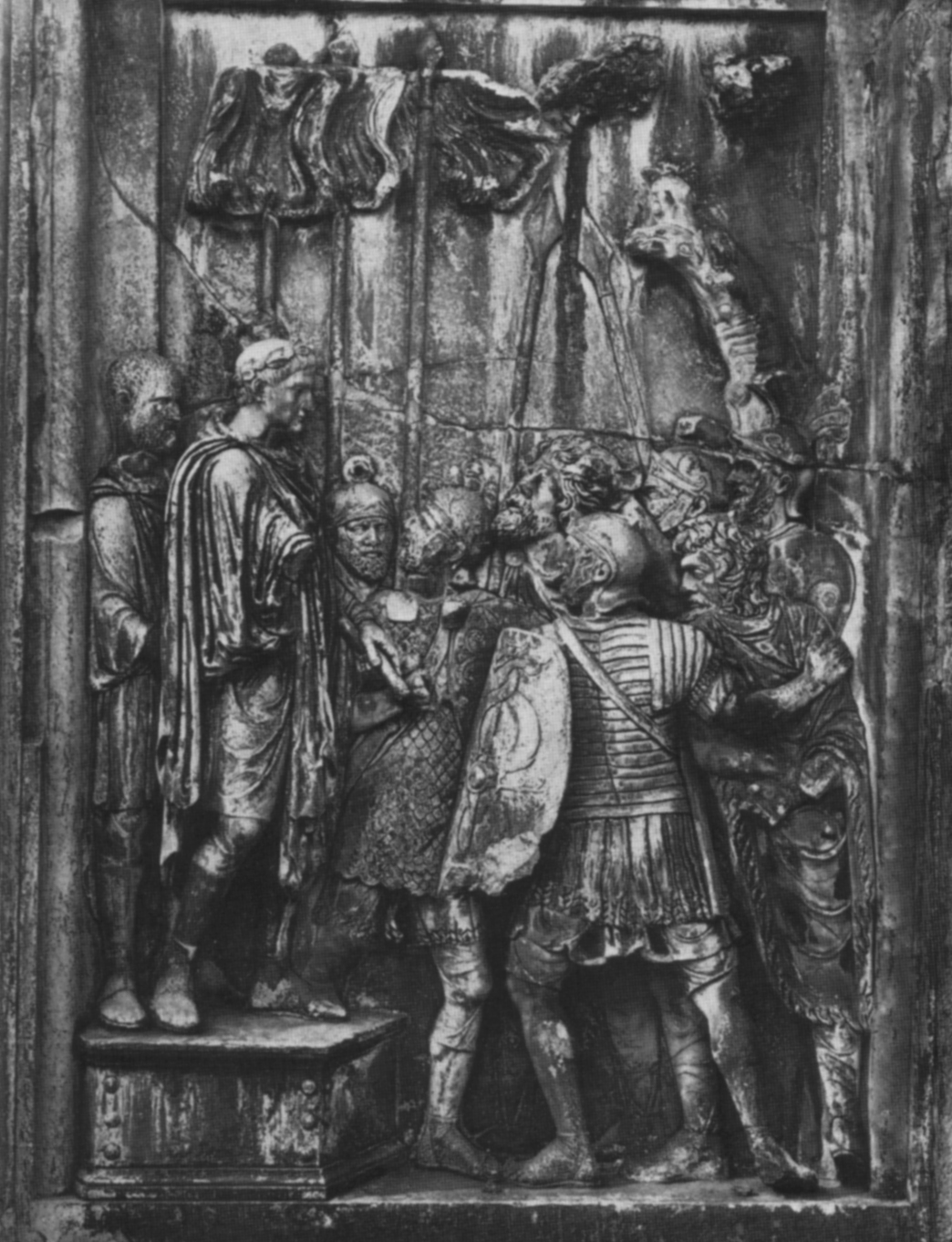
Cativos (Arco de Constantino)
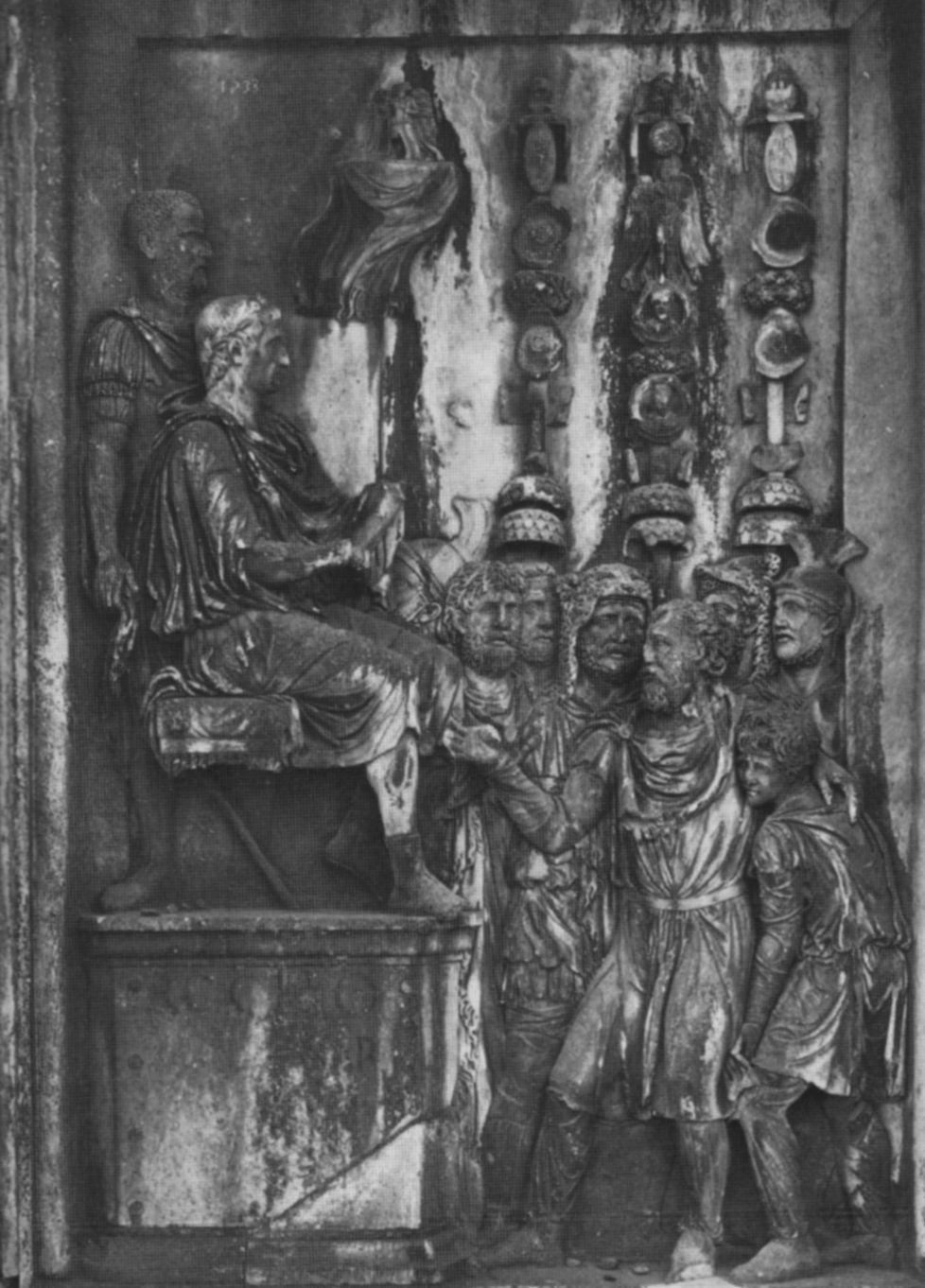
Clemência (Arco de Constantino)
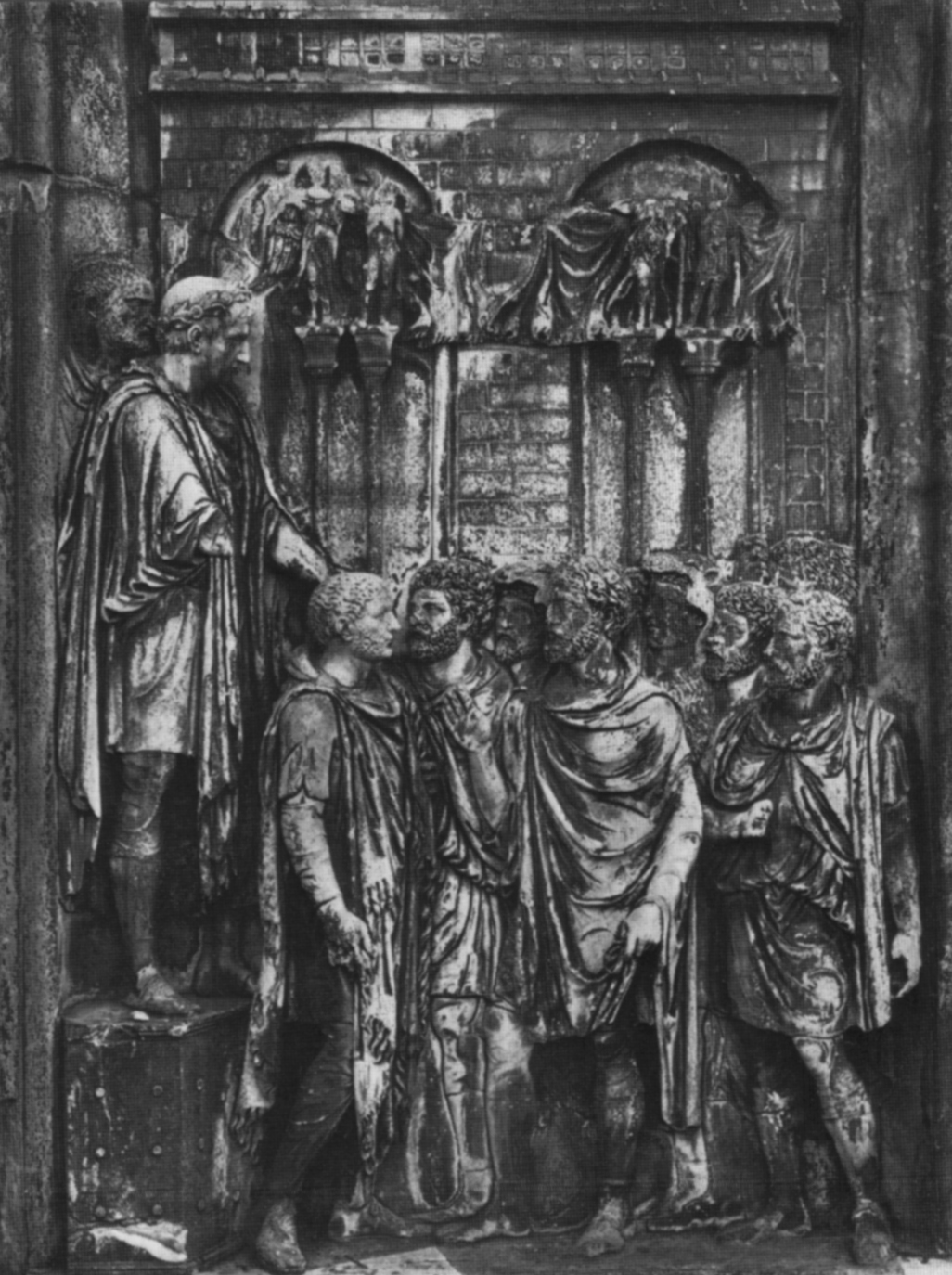
Concessão do Rei (Arco de Constantino)
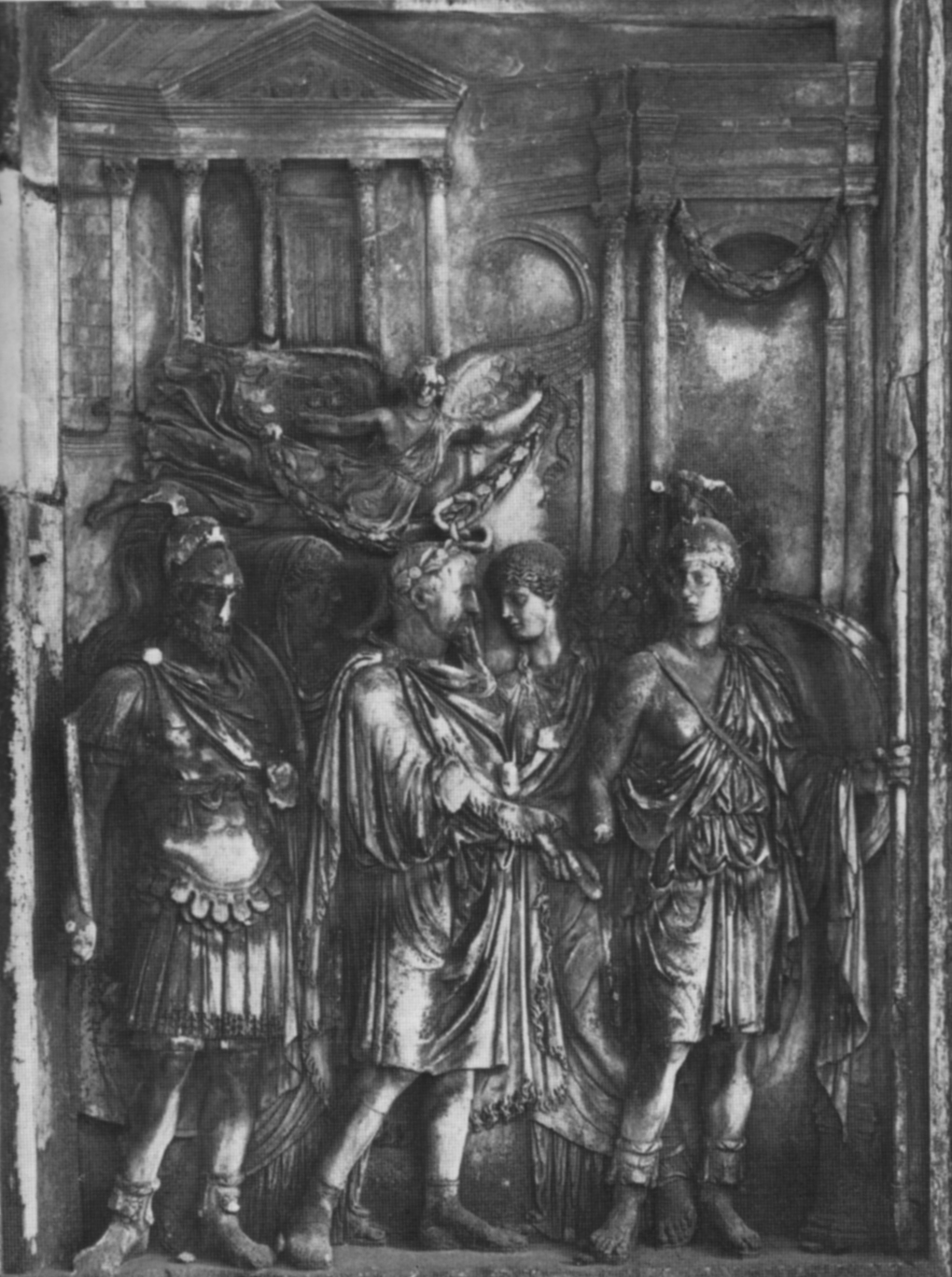
Advento (Arco de Constantino)
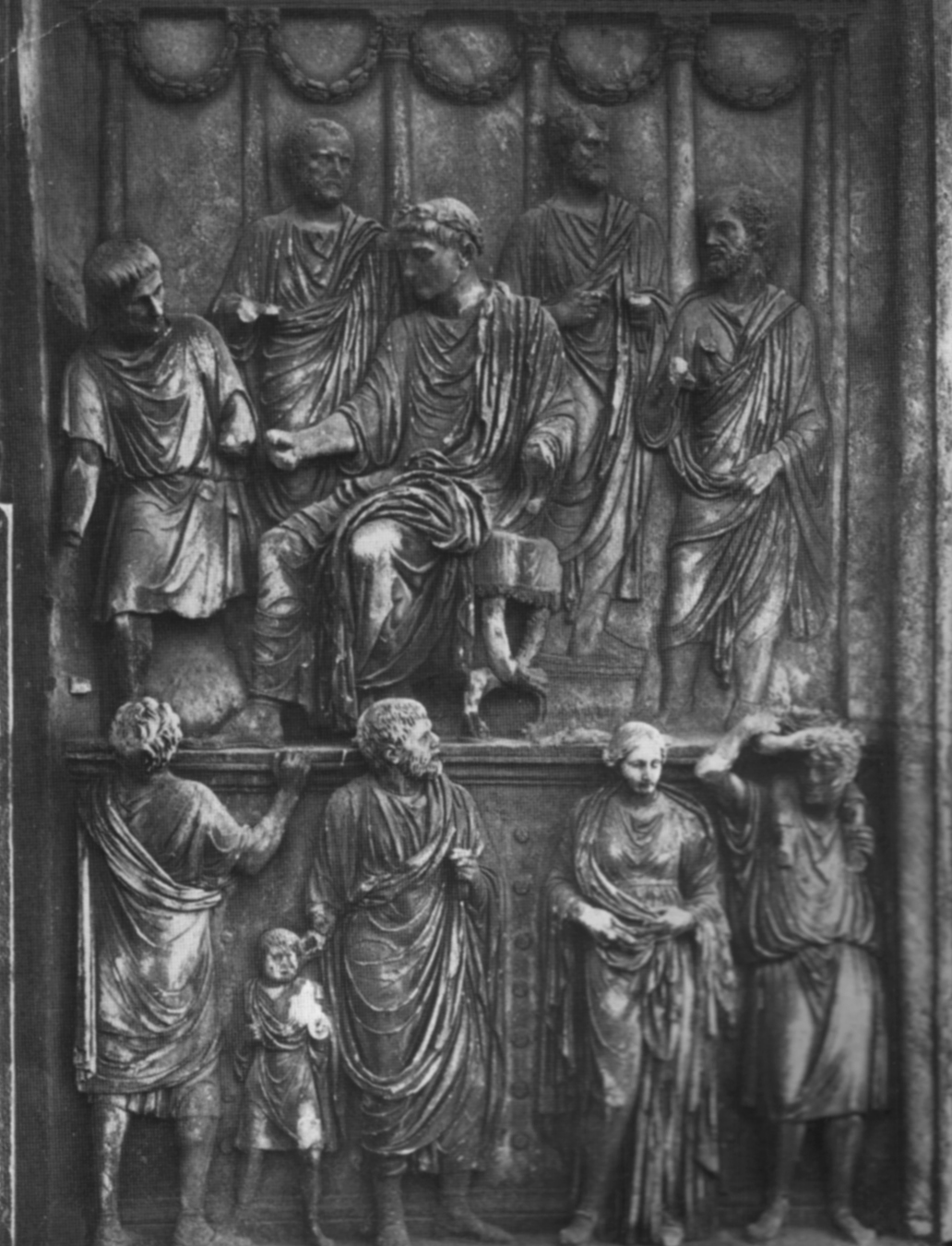
Liberalidade (Arco de Constantino)
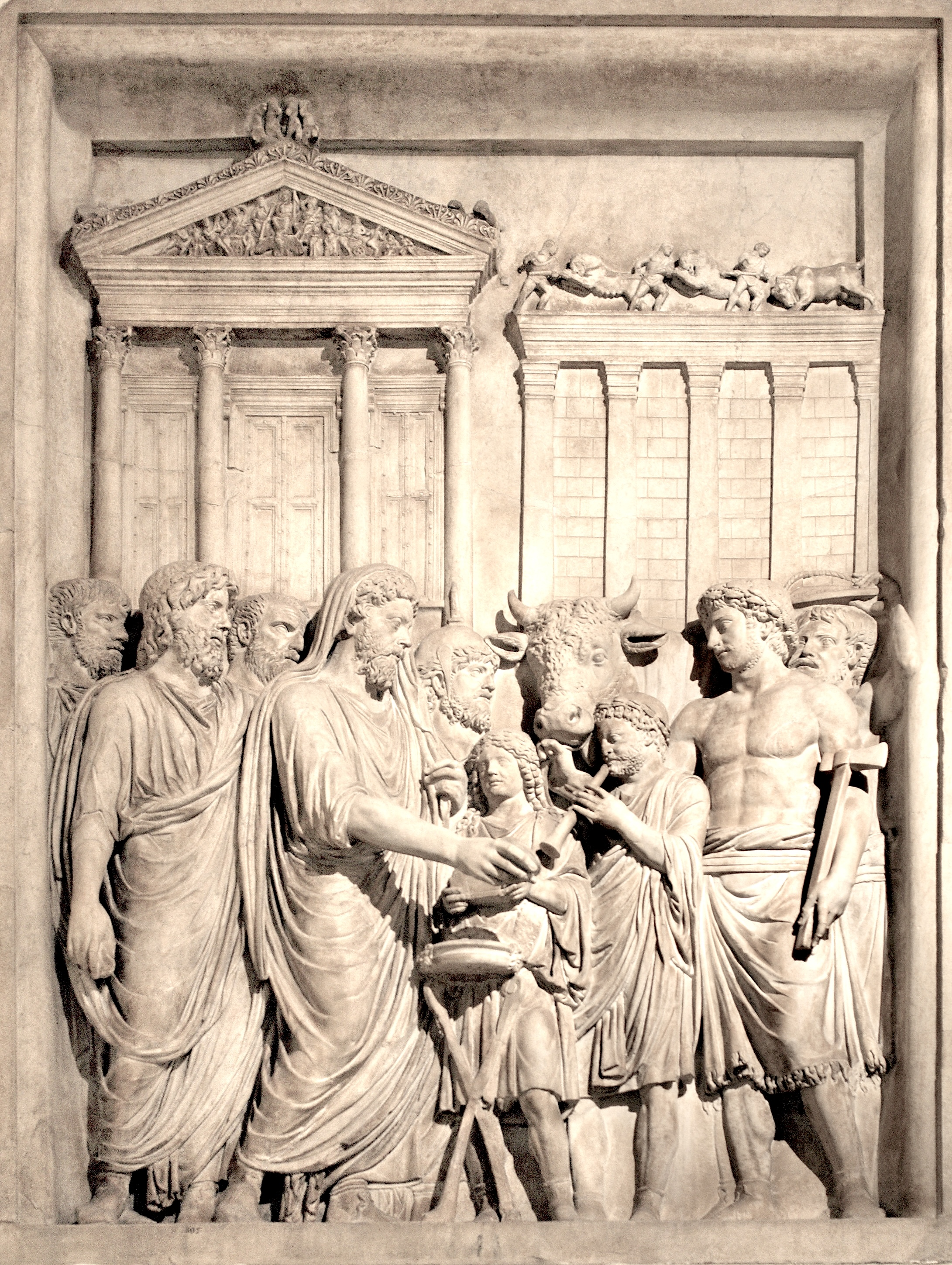
Suovetaurília (Museus Capitolinos)
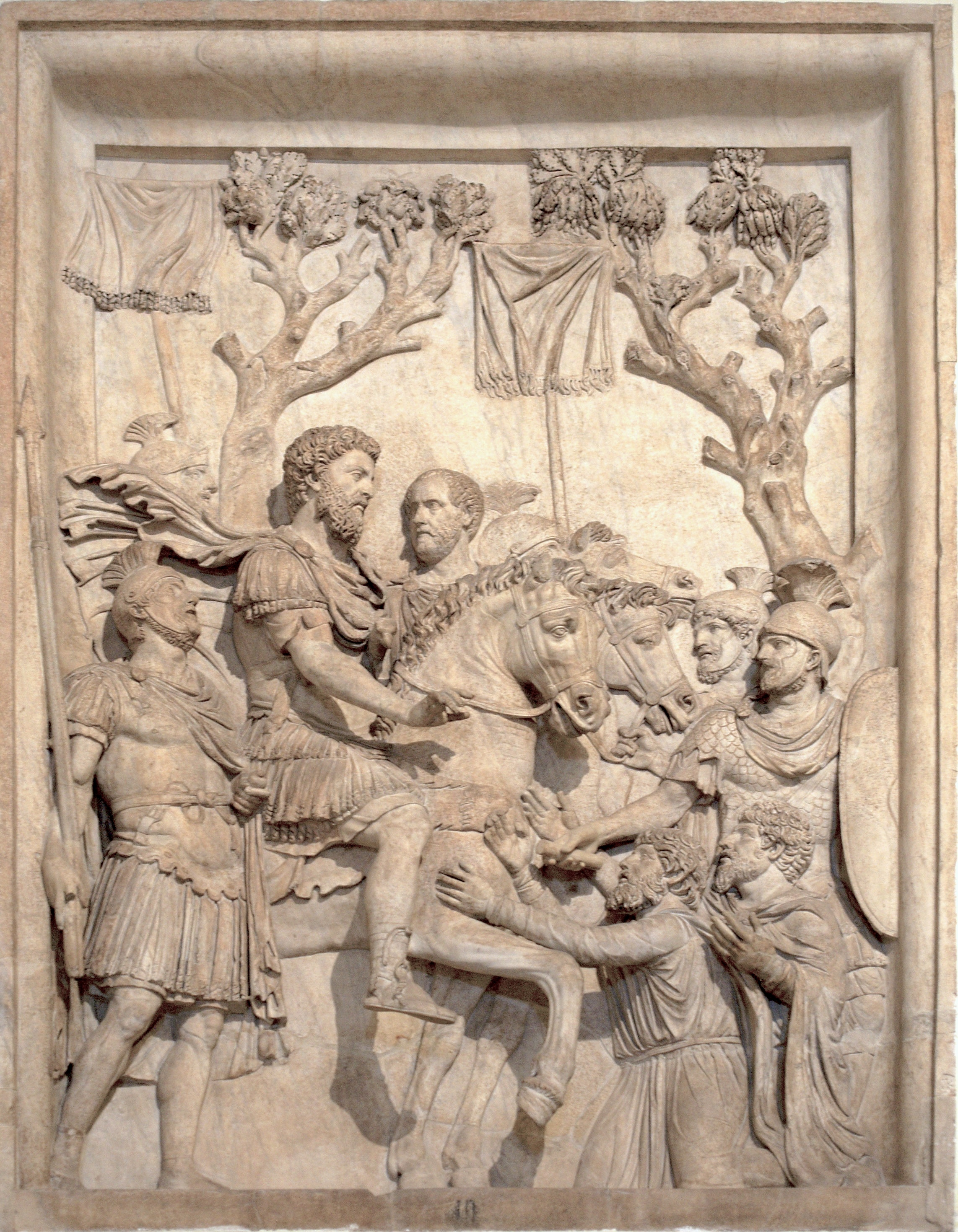
Marco Aurélio com dois bárbaros (Museus Capitolinos)
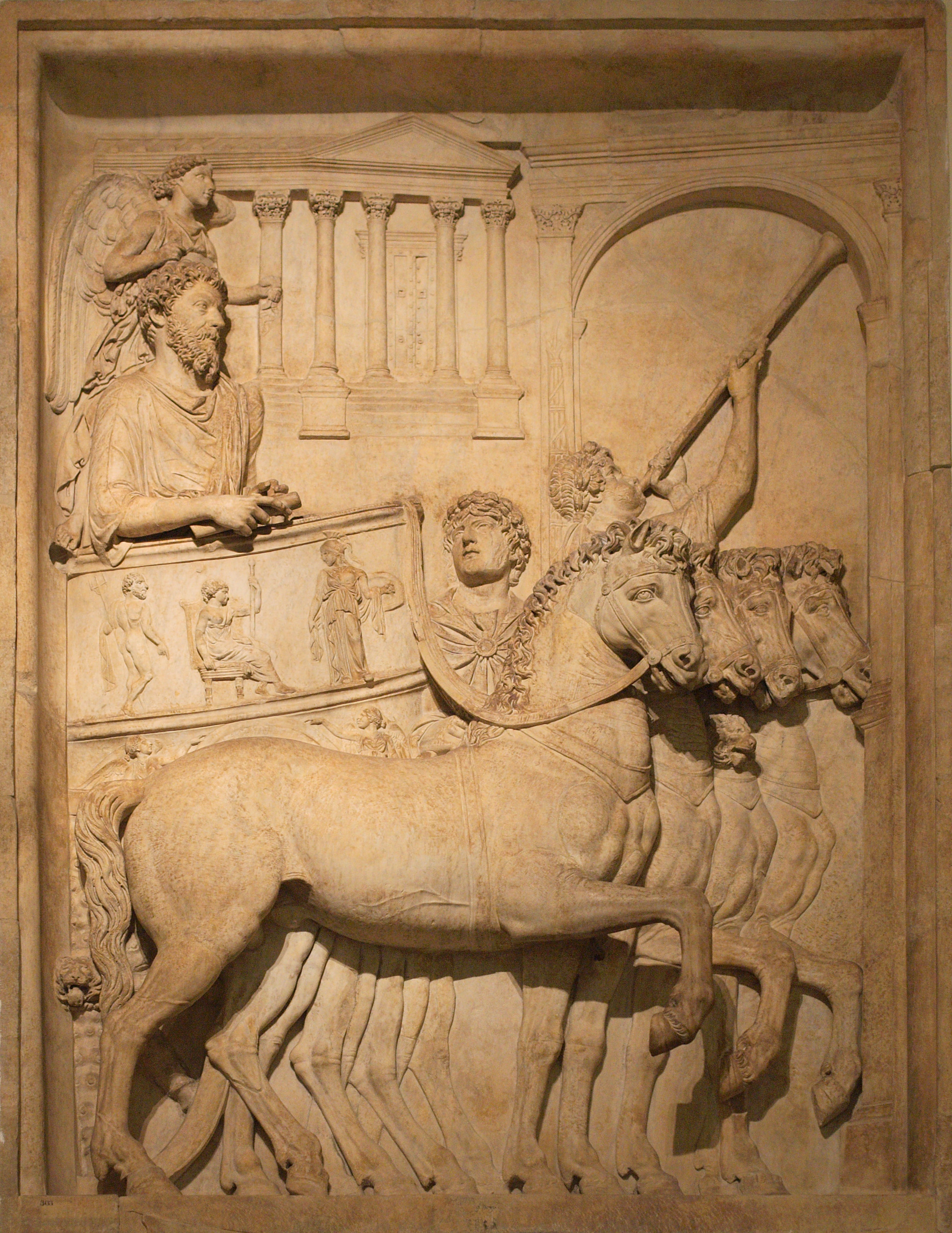
Triunfo de Marco Aurélio (Museus Capitolinos)

## Localização
| Planimetria do Campo de Marte central |
| --- |
| Termas de Nero Estádio de Domiciano Panteão Basílica de Netuno Termas de Agripa Estagno ? Odeão de Domiciano Ínsulas da época de Adriano Galpões militares? Galpões militares? Galpões militares? Septa Júlia Diribitório Pórtico dos Deuses Água Virgem Arco de Cláudio Pórtico de Vipsânia Quartel da I coorte dos vigiles Iseu Templo de Minerva Calcídica Altar de Marte Via Flamínia Via Flamínia Templo de Adriano Templo de Matídia Teatro de Pompeu Templos do Largo Argentina Pórtico de Minúcio Coluna de Marco Aurélio T. de M. Aurélio e Faustina (?) Arco de M. Aurélio (?) Coluna de Antonino Pio Ustrino de Faustina Maior Ustrino de Faustina Menor Via Reta Pórtico e Templo de Bom Evento Pórtico de Pompeu Arco Novo Pórtico de Meleagro Pórtico dos Argonautas Piazza della Rotonda Vila Pública |